# Inégalités dans la musique baroque
 (juillet 2011).
Si vous disposez d'ouvrages ou d'articles de référence ou si vous connaissez des sites web de qualité traitant du thème abordé ici, merci de compléter l'article en donnant les références utiles à sa vérifiabilité et en les liant à la section « Notes et références ».
 (juillet 2011).
- Si vous ne connaissez pas le sujet, laissez ce bandeau (vous pouvez alors contacter les auteurs).
- Si vous supprimez le contenu mis en cause (vous pouvez préalablement contacter les auteurs),

argumentez précisément cette suppression dans la page de discussion
(un manque de référence n'est pas un argument ; une recherche réelle de référence doit avoir été effectuée, être formellement documentée).
Les inégalités dans la musique baroque concernent les articulations, la durée des notes et des silences, la dynamique propre à chaque note, le timbre de chaque note et l'échelle des hauteurs qui est utilisée.

## Introduction
Entre le monde musical de Bach et celui de Mozart, il y a une révolution. L'époque de la Révolution française est aussi, en effet, celle d'un changement très profond du goût. Le monde de la musique baroque, très profondément imprégné par la danse, est caractérisé par la pratique générale des inégalités, dans le rythme et l'articulation (voir également l'article : Déclamation baroque), dans le timbre (timbre décoloré des doigtés de fourche), dans les tempéraments (demi-tons inégaux). Tout ce monde va disparaître : les notes vont devenir égales, l'archet de Tourte va rendre égaux le tiré et le poussé, des trous nouveaux munis de clés vont éliminer les doigtés de fourches des bois et le tempérament égal va s'imposer. 
Les musiciens des groupes spécialisés ne sont aucunement des archéologues : ce sont des artistes qui s'accomplissent dans un travail de création. Les choix qu'ils font (instruments anciens, articulations anciennes, etc.) ne visent pas à une reconstitution d'un art disparu. Leur démarche se fonde sur l'idée que, en étant fidèle aux moyens pour lesquels l'œuvre a été pensée, la création a plus de chance d'être réussie. C'est une idée, somme toute, assez logique. L'expression instruments d'époque est devenu un argument commercial. Cependant, aux yeux des professionnels, un instrument peut être mauvais, qu'il soit historique ou non, et il peut être mal joué, qu'il soit "ancien" ou non. L'article ci-dessous concerne la façon de jouer.

## Les notes inégales
Dans la musique baroque, il existe une hiérarchie marquée des articulations, qui fait bouger le rythme en distinguant bonnes et mauvaises notes, ce que souligne une hiérarchie de la dynamique propre aux différentes notes.

### Les articulations inégales
Hotteterre, flûtiste de la Chambre du Roi (Louis XIV), nous l'explique. On se sert de deux articulations principales, Tu et Ru :
« On doit remarquer que le Tu, Ru, se règlent par le nombre des croches. Quand le nombre est impair, on prononce Tu Ru tout de suite comme l'on voit au premier exemple. Quand il est pair, on prononce Tu, sur les deux premières croches, ensuite Ru alternativement, comme l'on vient de le voir dans le deuxième exemple.  On fera bien d'observer que l'on ne doit pas toujours passer les croches également, & que l'on doit dans certaines mesures, en faire une longue et une brève ; ce qui se règle aussi par le nombre. Quand il est pair, on fait la première longue, la seconde brève, & ainsi des autres. Quand il est impair, on fait tout le contraire ; cela s'appelle pointer. Les mesures dans lesquelles cela se pratique le plus ordinairement, sont celles à deux temps, celle du triple simple, et celle de six pour quatre.../... Il y a aussi certains Mouvements où l'on ne se sert que du Tu, pour les croches. On prononce Tu sur toutes ces Croches, & n'on se sert du Ru que sur les doubles Croches.../... On se sert du Ru sur les doubles Croches, suivant les Regles que j'ay données pour les Croches simples : On s'en sert même plus fréquemment : car soit que ces Doubles Croches soient sur la même ligne, soit qu'elles sautent, on ne laisse pas de le faire. »
« Qoyque ces Regles soient générales, elles admettent cependant quelques exceptions, dans certains passages, comme on peut le voir icy. »
« On conçoit qu'il faut prononcer Tu, Ru sur les deux premieres Croches simples ou doubles, au nombre pair ; ce qui se pratique fréquemment lorsqu'il se trouve deux Croches entremêlées avec des Noires : ou bien deux doubles Croches, avec des Croches simples. Cela se fait pour un plus grand adoucissement, & c'est le goût qui en décide. On doit donc consulter ce même goût, lorsque les coups de langue paroîtront rudes en les faisant de la manière que je les ay expliquez dans les premiers Exemples, & l'on doit s'arrêter à ce qui semblera le plus agréable à l'Oreille... »

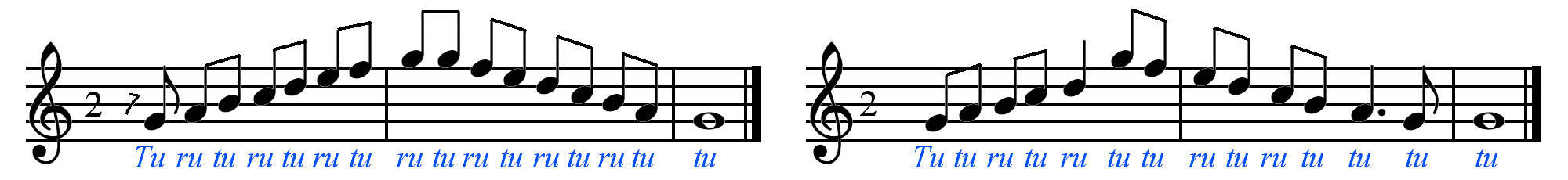
Hotteterre, Principes de la flûte traversière. Inégalités sur les croches. Exemple no 1 : Tu Ru. Exemple no 2 : Tu Tu Ru.

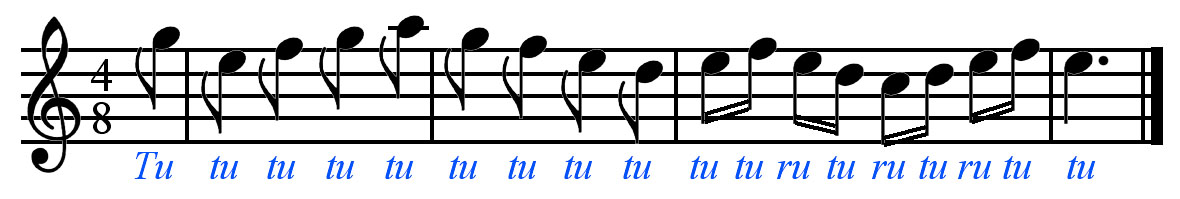
Hotteterre, Principes.... Inégalités sur les doubles croches. Exemple no 3 : Tu Tu Ru.

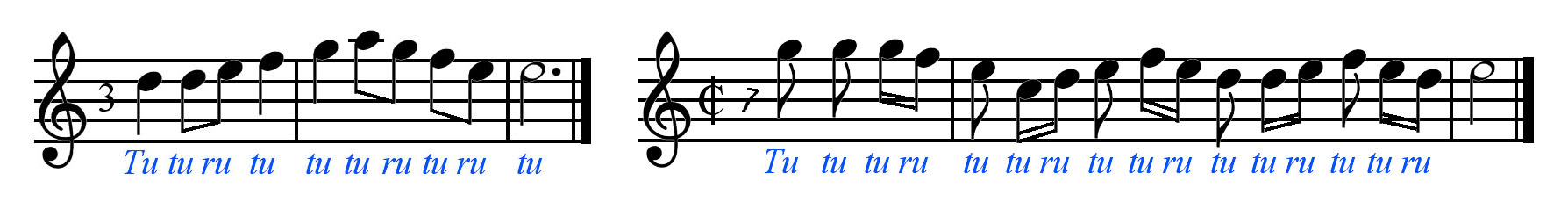
Hotteterre, Principes.... Inégalités deuxième manière. Exemple no 4 : Tu Ru sur les croches. Exemple no 5 : Tu Ru sur les doubles croches.

Cette deuxième manière de faire produit, dans une suite de croches, un silence plus long après les croches no 2 et no 4, alors que la première manière le produit après les croches no 1 et no 3. Dans tous les cas, le silence principal précède Tu, consonne occlusive, qui stoppe l'air, et non pas Ru, consonne roulée, ni Du, consonne voisée, qui laissent toutes deux passer de l'air.

Au clavecin, les doigtés anciens distinguent, de même, les croches en premières et secondes. Selon Antoine Geoffroy-Dechaume : 
« Ils illustrent la théorie des "bon doigts sur les bonnes notes". »

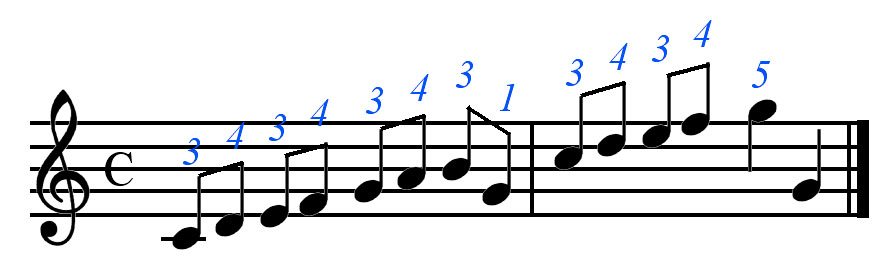
J.S. Bach, Clavier Büchlein für W.Fr. Bach. Inégalités deuxième manière au clavier. Exemple no 6 : doigté 3 4 répété sur les croches.

Un tel doigté n'aurait aucun sens sur un piano moderne. Au clavecin ou au clavicorde, le doigté que Jean-Sébastien Bach prescrit à son fils Wilhelm Friedemann produit une liaison courte des notes de deux en deux. Au violon, l'archet baroque produit naturellement un son inégal dans le tiré et le poussé, que l'on alterne entre notes nobiles, marquées n (no 1 et no 3) et notes viles, marquées v (no 2 et no 4).
Les articulations ne sont pas figées, elles changent au cours de l'exécution. Certains exemples d'orgue mécanique comportent, en une minute, un véritable récital de toutes les articulations imaginables. Nikolaus Harnoncourt cite un exemple, chez J.S. Bach, de la coexistence d'articulations différentes au sein de la même musique :

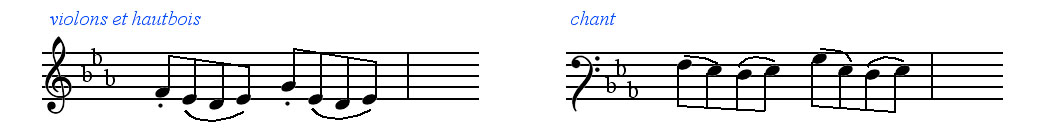
Coexistence d'articulations différentes au sein de la même musique. J.S. Bach, Air de basse de la cantate BWV 47, deux extraits : partie instrumentale, partie chantée.

Cette vie des articulations, cependant, doit respecter l'unité de style qui caractérise chaque pièce : on articule différemment une Courante, une Sarabande ou un Menuet. D'autre part, il convient de savoir que le goût italien (Corelli, Vivaldi) ne codifie pas les coups d'archets d'une façon détaillée, comme le fait le goût français (Lully). Les deux goûts s'opposent et diffèrent. Muffat présente ainsi, dans sa préface, ses Concerti Grossi : 
« Voicy la Premiere Elite de mes concerts mêlés de sérieux & de gay, que je Vous offre, Mon cher Lecteur, intitulée d'une harmonie Instrumentale plus exquise, parce qu'elle contient non seulement la vivacité & douceur des airs de balets à l'imitation de feu Monsr. Baptiste de Lully en sa pureté ; mais aussy certains endroits graves & exquis du Pathetique Italien, & divers jeux de la veine Musicale. »

### Lesnotes inégales
Une source d'informations particulièrement précises est constituée par les cylindres des orgues mécaniques. Ces instruments, assez répandus, imitaient aussi fidèlement que possible le jeu des interprètes. La trace des pointes sur les rouleaux de bois reconstitue, par conséquent, l'enchaînement des notes et de leurs articulations.

Le Père Engramelle, Religieux Augustin de la Reine Marguerite, est l'auteur d'un traité sur l'art de noter les cylindres. Il écrit : 
« On distingue encore les notes en tenues & en tactées : les tenues sont celles qui se font entendre pendant la majeure partie de leur valeur, & dont les silences sont en conséquence fort courts ; les tactées au contraire sont celles dont la tenue est très courte, de façon à ne marquer que le tact de la note, & dont la fin est conséquemment terminée par un silence considérable..../... Il faut donc dans le notage des cylindres mesurer jusqu'aux silences de toutes les notes.../... : ce sont tous ces intervalles plus ou moins longs, que j'appelle les silences d'articulation dans la musique, dont aucune note n'est exempte, pas plus que la prononciation articulée des consonnes dans la parole,.../... à la différence près que le son d'un instrument étant partout le même, & ne pouvant, pour ainsi dire, produire qu'une seule voyelle, il faut que les silences d'articulation soint plus variés que dans la parole, si on veut qu'elle produise une espèce d'articulation intelligible & intéressante.../... Dans tous les airs où les croches peuvent se distinguer par première & par seconde,.../... toutes ces premières, qui sont toujours tenues, reçoivent des coups de langue ; au lieu que les secondes étant toujours tactées, elles fournissent aux coups de langue par leur silence.../... Les doubles croches elles-mêmes, quoique d'ordinaire elles s'exécutent avec rapidité, sont également susceptibles d'être distinguées en premières & en secondes,.../... les premières doivent âtre tenues de la moitié de leur valeur, & les secondes doivent être tactées, c'est-à-dire ne parler qu'environ le quart de leur valeur.../... On trouvera dans la suite le moyen de leur appliquer les pointes qui leur conviennent, & dont la grosseur dépendra de la durée ; car telle pointe qui ne servirait que de tactée dans un air lent pourra servir de tenue dans un air précipité. »
C.P.E. Bach, dans son Essai sur la vraie manière de jouer des instruments à clavier, confirme pour le jeu au clavecin et précise : 
« Il faut employer le détaché avec discernement, observant bien si les notes ont une valeur de blanche, de noire ou de croche, si le mouvement est vif ou lent, si le passage est forte ou piano ; il faut toujours les tenir un peu moins de la moitié de leur valeur. En général, le détaché se rencontre le plus souvent sur des notes disjointes et sur des mouvements rapides. »

La référence que fait Engramelle à la parole n'est pas une simple figure de style. Bertrand de Bacilly, auteur d'un traité qui fait autorité sur l'art de bien chanter, explique que tout texte doit être déclamé, d'une façon très différente de la langue parlée. Il détaille les règles de la déclamation et écrit : 
« Je ne puis assez admirer l'aveuglement de mille Gens, mesme Gens d'esprit & de merite, qui croient que dans la Langue Françoise il n'y a point de Qantité, & que d'établir des longues & des bréfves, c'est une pure imagination.../... Or il faut remarquer qu'en établissant des longues & des bréfves, je ne preten point parler de la composition des Ouvrages, soit en Prose, soit en Vers, mais seulement de la Declamation ; & lors qu'il est question de les faire valoir en public, & de leur donner le poids qui leur est nécessaire. »
L'exemple ci-dessous montre comment, dans la déclamation, le rythme de la prosodie se construit sur l'opposition entre syllabes portant l'accent de longueur (trait), syllabes portant l'accent d'intensité (virgule, syllabes brèves de Bacilly) et syllabes non marquées (point). Voir l'article Déclamation baroque. Les syllabes le plus fortement accentuées figurent en caractères gras.

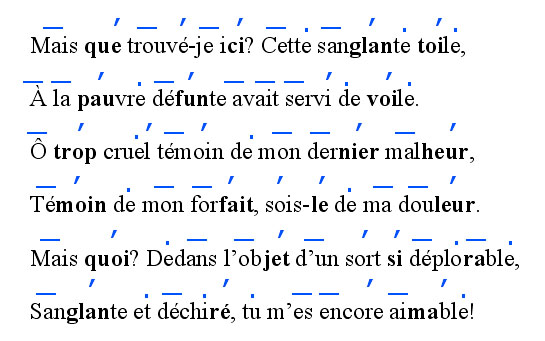
Déclamation baroque : accent de longueur, accent d'intensité, syllabes non-marquées, syllabes plus fortement accentuées. Théophile de Viau, Pyrame et Thisbée, cité par Eugène Green.

La déclamation baroque est liée de près à la danse, via la gestique baroque qui structure toute déclamation. 
Ces gestes, très codés, porteurs de sens, ne doivent pas être une simple redondance : ils doivent mettre en scène le discours en le structurant (voir l'article : Déclamation baroque). Il en est de même dans le chant. Le jeu des instruments se trouve lui-même, indirectement, imprégné par la gestique : le musicien est, ainsi, en conversation avec le chanteur ou avec le comédien.

Le Père Engramelle, après les consignes sur les silences, poursuit par les consignes sur le rythme : 
« Il est une observation essentielle à faire sur ces croches qui s'exécutent souvent inégalement de deux en deux.../... La différence dont je parle... est souvent dans le cas de varier dans le même air, si l'on veut exprimer certains passages d'une manière plus intéressante..../... J'ai observé en notant les cylindres, qu'il est nombre de marches, entr'autres celle du Roi de Prusse, où la différence des premières aux secondes croches est de la moitié, comme 3 est à 1.../...  Dans certains menuets, entr'autres le petit menuet Trompette, la différence est du tiers, comme 2 est à 1 ; & enfin la différence la moins marquée, comme dans beaucoup de menuets, est comme de 3 à 2, de 7 à 5 etc./... La pratique du notage en apprendra plus que tout ce que je pourrais dire... »
L'articulation fait que le rythme se déplace naturellement, en rapprochant le Tu de Ru, ce qui a pour effet de retarder les notes no 2 et no 4 dans la première manière (exemples no 1 à 3) et, au contraire, de les avancer dans la seconde manière (exemples no 4 et 5).  Au clavecin (exemple no 6), l'articulation deuxième manière avance, de même, les croches no 2 et no 4. On appelle cette seconde façon de faire « lombardiser » les croches.
Dans l'écriture de Mozart, l'articulation de base des traits de doubles croches sera, par groupe de quatre, deux liées, suivies de deux détachées. Cette articulation permet une parfaite égalité dans la vitesse (au moyen du double coup de langue, à la flûte, pour les deux notes détachées). Il est remarquable que, a contrario, dans tout ce qu'il a écrit pour flûte, pas une seule fois J.S. Bach n'ait écrit, de sa plume, dans un groupe de quatre doubles croches, deux liées suivies de deux détachées.

Enfin, le phrasé utilise le tempo rubato. C.P.E. Bach donne, pour le clavecin, des consignes très précises : 
« C'est donc ici également qu'il convient de parler du tempo rubato.../...  Le plus difficile, et le plus important, est que toutes les notes de la même valeur soient exécutées exactement de la même façon. Lorsque l'exécution est telle qu'une main semble jouer contre la mesure pendant que l'autre en bat scrupuleusement toutes les divisions, le musicien fait tout ce qu'on peut en attendre ; il est alors très rare que deux voix se fassent entendre en même temps.../... Il pourrait, s'il le fallait, déformer ainsi toutes les phrases. Ici, l'exercice ne sera pas d'un grand secours. Sans la sensibilité qu'il faut, toutes les peines ne suffiront pas à obtenir un bon résultat. »

### La dynamique propre à chaque note
Quantz, flûtiste de la Petite musique de Chambre et professeur de flûte de Frédéric II, aborde le problème de la dynamique des notes : 
« S'il y a une Tenuë d'une Ronde ou d'une Blanche, ce que les Italiens appellent messa di voce ; il faut d'abord entonner mollement & presque seulement haleter ; après quoi on commence de souffler, mais piano, & de faire croitre la force du ton jusqu'à la moitié de la note ; de là on retourne à l'affaiblir  jusqu'à la fin de la note ; & on fait en même tems au trou ouvert le plus proche, un flattement avec le doigt.../... Cependant chaque note, qu'elle soit une Noire,  une Croche ou une Double croche, doit avoir son Piano et Forte, suivant que le tems le permet. »
Léopold Mozart, dans son Traité en vue d'une méthode fondamentale pour le violon, est explicite sur ce qu'il appelle le « son de cloche » : 
« Toute note, y compris celles qui sont jouées le plus fort, est précédé d'un instant de douceur, à peine perceptible : ce ne serait sinon pas une note, mais un bruit désagréable et incompréhensible. Cette même douceur  doit s'entendre à la fin de chaque note. »
Selon Harnoncourt, l'archet baroque produit naturellement ce « son de cloche », ainsi que l'alternance des notes qui vont par deux, alors que l'actuel archet de Tourte favorise une force égale, ce qui rend ce phrasé antinaturel.   
Il convient de mettre ces consignes en relation avec la danse baroque : lorsque le danseur revient en première position, pieds à 90° et talons joints posés, il s'élève sur la pointe, élevé que prolonge le mouvement d'ouverture des deux bras. Élevés et pliés alternent dans la danse. Certes, une Suite de J.S. Bach n'est pas une musique à danser, mais la danse imprègne toute la culture baroque suffisamment pour que le geste du danseur soit mentalement associé au geste de l'instrumentiste. On sait que Louis XIV et les seigneurs de la Cour se produisaient régulièrement, dans des ballets, aux côtés des danseurs les plus réputés, et qu'on venait admirer Louis XIV comme danseur, dans sa jeunesse et jusqu'à l'âge de trente et un ans, des quatre coins de l'Europe.
Quantz poursuit ses explications sur la dynamique : 
« Les Ports de voix sont un retardement de la note précédente. On peut donc les prendre d'en haut ou d'en bas, suivant la note qui précède.../... La langue doit mollement entonner les Ports de voix, les faire enfler si le tems le permet, & y couler un peu plus faiblement la note suivante. »
C.P.E. Bach confirme pour le jeu au clavecin : 
« ... il faut donc le tenir aussi longtemps qu'il n'a pas été sauvé par la note suivante, pour bien les lier. Cette façon de faire suivre un port de voix d'une note plus légère s'appelle la résolution. »
Quantz ajoute : 
« ... il faut que dans les pièces d'un mouvement tempéré ou même dans l'Adagio, les notes les plus vites soient jouées avec quelques inégalités, bien qu'à la vue elles paraissent être de même valeur ; de manière qu'il faut à chaque figure appuyer sur les notes frappantes, savoir la première, troisième, cinquième & septième, plus que sur celles qui passent, savoir la seconde, quatrième, sixième & huitième, quoiqu'il ne faille pas les soutenir aussi longtems que si elles étaient pointées. »
C.P.E. Bach confirme à nouveau pour le jeu au clavecin : 
« Dans les figures de deux ou quatre notes coulées, la première et le troisième se jouent avec un toucher tant soit peu plus fort que les deuxièmes et quatrièmes, qu'on le remarque à peine. Dans les figures de trois notes, c'est la première qui se joue ainsi. »

## Les timbres inégaux
Si, dans le clavecin, il existe une grande homogénéité de timbre entre les différentes note de la gamme chromatique, il n'en est pas de même des instruments à vent de l'époque baroque. Les cuivres n'ont pas de pistons et jouent en harmoniques naturelles. Les bois ont un nombre réduit de trous et utilisent des doigtés de fourche pour les autres notes. 
Les flûtes de l'époque de Quantz, comme celles de Hotteterre, sont des instruments de construction extrêmement soignée. Elles sont appréciées comme de remarquables réussites de la facture. Elles n'ont pourtant que six trous et une clé. Trous fermés, la flûte donne Ré. La clé sert à produire le Ré# quand le petit doigt de la main droite la manœuvre, et à laisser le trou fermé le reste du temps. En n'utilisant que les trois doigts de la main droite, l'instrument produit le Sol. En levant l'annulaire, il produit le La. Pour faire Sol# à partir de ce La, on ferme les trous de la main droite en laissant levé l'annulaire de la main gauche. Cette configuration, dans laquelle un trou ouvert est entouré de trous fermés, s'appelle un doigté de fourche.
Sur la flûte à une clé de l'époque baroque, il existe une grande différence de timbre entre ce Sol# et les deux voisines que sont Sol et La. Alors que Sol et La sont bien timbrées et sonnent fort, la fourche de Sol# produit un son doux, refusant de se laisser jouer fort et timbré. Ce contraste entre bonnes notes timbrées et sons de fourche doux est une caractéristique essentielle de l'instrument, que les compositeurs ont en tête lorsqu'ils écrivent la musique. 

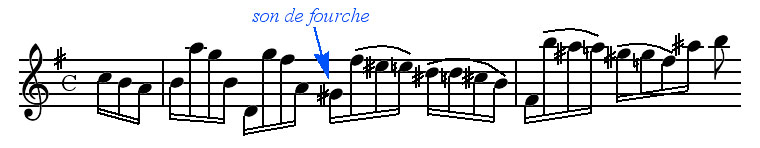
Telemann, Fantaisie n°8 pour flûte seule, Largo, mesure no 5, son de fourche sur ' et chromatisme.

Dans l'exemple ci-dessus, le sol  très doux est suivi d'un chromatisme particulièrement râpeux dans un tempérament inégal (demi-tons inégaux), pour aboutir à un si très timbré et éclatant. Si cet exemple est joué, à la flûte Boehm, en appuyant le sol  et en jouant très lisse le chromatisme, on passe à côté de l'expression que Telemann a donnée à ce passage. 
À l'époque de Mozart, le goût change et on souhaite que toutes les notes puissent être bien timbrées et sonner fort. On sait que Mozart n'aimait pas la flûte. À l'époque de Beethoven, les flûtes ont cinq clés : on a percé des trous supplémentaires pour éliminer les doigtés de fourches, et ajouté autant de clés qui maintiennent les trous bouchés tant qu'on ne les manœuvre pas. À l'époque de Schubert, les flûtes ont sept clés. Puis apparaît le système Boehm (1832 et 1847), dans lequel les sons de fourche sont éliminés sur deux octaves : il n'y a aucune (ou presque aucune) différence de timbre entre les différentes notes. Le timbre de la flûte est devenu, avec un peu de retard, complètement égal.

## Les tempéraments inégaux
La musique baroque se joue dans un tempérament inégal. C'est-à-dire que l'échelle des douze sons est choisie en sorte qu'il y ait des bonnes tonalités, dans lesquelles l'accord parfait sonne bien, qui contrastent avec des tonalités agressives. La différence se situe au niveau des tierces : voir Justesse des tierces.
Dans le tempérament pythagoricien, les tierces sont très agressives : l'accord de tierce est donc considéré comme dissonant, il est prohibé. À la Renaissance, le changement de goût réclame l'usage de l'accord de tierce. On adopte donc le tempérament mésotonique, dans lequel 8 tonalités majeures (et leurs relatives mineures) ont une tierce pure, parfaitement consonante. Les quatre autres tonalités majeures (et les relatives mineures) sont dissonantes, donc interdites.
À l'époque baroque, le souhait de pouvoir jouer dans toutes les tonalités conduit à des compromis (chacun a le sien, voir Tempérament inégal) dans lesquels on conserve des bonnes tonalités, où les tierces majeures, sans être forcément pures, sont petites, et des tonalités agressives dans lesquelles elles sont grandes, tout en restant dans les limites de l'acceptable. 

À propos du clavecin et du clavicorde, C.P.E. Bach écrit : 
« Les deux sortes d'instruments doivent être bien tempérés : en accordant les quartes et les quintes, avec les tierces majeures et mineures et les accords complets pour preuves, il faut affaiblir un tant soit peu la justesse des quintes, en sorte que l'oreille la perçoive à peine et que les vingt-quatre tons soient tous utilisables. »
Il est très explicitement écrit que les vingt-quatre tons soient tous utilisables et non pas que les vingt-quatre tons aient une couleur égale. Un clavier bien tempéré, tel que le demande C.P.E. Bach, n'est pas un clavier au tempérament égal.
Le tempérament égal est connu depuis très longtemps, dès le XVIe siècle au plus tard : il est déjà très clairement mentionné par Mersenne et par Praetorius, à propos des violes. Tout claveciniste peut le réaliser s'il le veut vraiment (contrairement aux pianistes d'aujourd'hui, les clavecinistes ont toujours accordé eux-mêmes leur instruments). Mais il est contraire à l'esprit baroque : l'égalité des couleurs tonales serait assez absurde, alors qu'on cultive les notes inégales. 
Avec la disparition des notes inégales, la disparition des clavecins et celle de l'Ancien Régime, le tempérament égal est adopté. On le voit dans la facture des bois et des cuivres. À l'époque baroque, sur ces instruments, les bémols sont hauts et les dièses sont bas (voir double cercle des quintes dans l'article Justesse des tierces). Cette caractéristique de la facture disparaît progressivement avec l'adoption, dans la pratique, du tempérament égal.

## De l'ancien régime musical au nouveau, du clavecin au piano-forte
Les inégalités sont partout présentes dans la musique baroque et, au sommet de la hiérarchie, se trouve « La Présence ». Il s'agit de la place du roi, face à laquelle s'ordonnance la symétrie de la chorégraphie et le jeu frontal des acteurs et des chanteurs (voir chorégraphie et La Présence, ainsi que jeu frontal et La Présence. Au cours d'une représentation, dans un dialogue, les acteurs ou les chanteurs ne se regardent jamais : que le roi assiste ou n'assiste pas au spectacle, ils portent toujours leurs regards en direction de « La Présence ». Tout ce monde va s'effondrer en peu de temps et on va brûler les clavecins, symboles de l'Ancien Régime.
En 1709 (ou vers 1709), Cristofori, facteur florentin, présente une invention très sophistiquée : le  « gravicembalo col piano e forte ». La mécanique des sautereaux du clavecin y est remplacée par une mécanique qui permet la frappe de la corde par un marteau. Le marteau est poussé par un pilote qui, à la fin de la course, échappe par rotation, laissant librement le marteau frapper la corde et rebondir. Le contre-pilote permet d'amortir le retour du marteau par freinage progressif. Ce dispositif permet de ne pas garder le marteau plaqué contre la corde et, de plus, l'échappement par rotation évite le choc en retour du marteau sur la touche.
Cette invention est jugée sans intérêt. Pas plus que le clavecin, cet instrument à piano et forte ne permet de faire enfler les sons selon la dynamique propre à chaque note. Le clavecin, avec ses différents jeux, permet très bien le contraste par grands plans que le style demande, en utilisant un seul jeu de cordes ou plusieurs jeux ensemble (les grands clavecins ont deux jeux de huit pieds et un jeu de quatre pieds, actionnés par deux claviers que l'on peut coupler). 

Il faut attendre 1770 pour voir se répandre les premiers piano-fortes. En 1753, C.P.E. Bach est sceptique quant à l'intérêt de l'instrument qui, de plus, se dérègle facilement : 
« Le clavecin, auquel nos prédécesseurs confiaient déjà la direction de l'exécution, est le mieux placé pour bien maintenir en cadence aussi bien les autres instruments qui jouent la basse continue que l'ensemble des musiciens.../... Le nouveau pianoforte, quand il est bien construit, et de façon durable, a beaucoup d'avantages, bien que son utilisation demande une étude particulière qui ne va pas sans difficultés. Il est d'un bon effet pour jouer seul ou avec un petit nombre de musiciens. Je crois néanmoins qu'un bon clavicorde, n'était sa sonorité un peu faible, en partage toutes les beautés et peut en outre exprimer le balancement du son : on peut, après l'avoir frappée, redonner une pression sur chaque note. »
Le clavicorde, très répandu depuis le XVIIe siècle, est l'instrument de prédilection de Bach. La mécanique en est extrêmement simple. La tangente, fine lame métallique, fixée à l'extrémité de la touche, vient frapper la corde et y reste appuyée. L'une des portions de corde ainsi délimitée vibre, la vibration de l'autre est stoppée par un feutre qui l'entoure. Quand on relève la touche, le marteau quitte la corde et le feutre stoppe la vibration. Le balancement du doigt sur la touche permet de communiquer à la corde une variation de tension, donc une modulation de la hauteur de la note. Le clavicorde a, de ce fait des possibilités expressives que n'aura jamais le piano, mais le toucher y est très technique. Le faible niveau sonore du clavicorde en réserve l'usage principal au musicien lui-même, pour son propre plaisir.     

En 1778, Mozart découvre, à Augsbourg, les nouveaux pianos Stein et fait part à son père de son enthousiasme : 
« Si je frappe la note fortement, je peux laisser le doigt sur la touche ou le retirer, le son s'éteint au moment même où je l'ai fait entendre. Je peux toucher les notes comme je veux, le ton sera toujours égal. Il ne tinte pas, il n'est ni trop fort ni trop faible et vient à tous les coups ; en un mot, il est toujours égal. Ses instruments diffèrent de tous les autres en ce sens qu'ils ont un échappement. Et il n'y a pas un facteur d'instrument sur cent qui s'occupe de ce problème. Mais sans échappement, tous les Piano forte ont un son distordu et vibrent. »
Mais ce n'est qu'à l'époque de Beethoven que la mécanique des pianos Broadwood, avec l'échappement du pilote par rotation et l'absorption du choc en retour par freinage progressif, retrouvera pleinement les potentialités de l'invention initiale de Cristofori, un siècle auparavant.

À l'époque de Mozart, des premières et deuxièmes notes, encore présentes chez C.P.E. Bach, il n'est plus du tout question. Il n'est plus question que du rubato (dans les mêmes termes, d'ailleurs, que l'on trouvait chez C.P.E. Bach, voir ci-dessus) : 
« Que je reste toujours exactement en mesure, cela les étonne tous. Ils ne peuvent pas comprendre que, dans le Tempo rubato d'un Adagio, la main gauche ne veuille rien savoir. Chez eux, la main gauche cède toujours. »
Le choix des tonalités, cependant, conservera une grande importance, même si les raisons en sont plus culturelles que proprement acoustiques. Les tonalités constituent, dans l'œuvre d'un Mozart, un fil conducteur important pour saisir la signification de telle ou telle composition.